# Heliocontia trichostrota
Heliocontia trichostrota là một loài bướm đêm trong họ Noctuidae.